# 勛爵
勛爵（くんしゃく）とは爵位の一つ。

## カンボジアにおける勛爵
カンボジアでは国家功労者に対して授けられる爵位として制定されている。同国では叙爵の条件として最低でも10万米ドルの寄付を要件としており、これまで主に華人系実業家が多数この爵位を授けられている。